# Óföldeák
Óföldeák là một thị trấn thuộc hạt Csongrád, Hungary. Thị trấn này có diện tích 35,09 km², dân số năm 2010 là 469 người, mật độ 13 người/km².